# Tetramesa albomaculatum
Tetramesa albomaculatum är en stekelart som först beskrevs av William Harris Ashmead 1894.  Tetramesa albomaculatum ingår i släktet Tetramesa och familjen kragglanssteklar. Arten är reproducerande i Sverige. Inga underarter finns listade i Catalogue of Life.